# یزدوویتسه
یزدوویتسه (به چکی: Jezdovice) یک منطقهٔ مسکونی در جمهوری چک است که در ناحیه ییهلاوا واقع شده‌است. یزدوویتسه ۲۶۲ نفر جمعیت دارد.